# Warset
WARSET (Warsaw Stock Exchange Trading System) – system informatyczny obsługujący Giełdę Papierów Wartościowych w Warszawie od 17 listopada 2000 roku do 12 kwietnia 2013 roku. Pierwsza wersja systemu, eksploatowana w latach 2000-2007, została opracowana przez firmę Compaq; jej następca, Hewlett-Packard, opracował wersję eksploatowaną w latach 2007-2013. Od 15 kwietnia 2013 roku zastąpiony przez system notujący UTP.

## Charakterystyka
WARSET został wdrożony na Giełdzie Papierów Wartościowych w Warszawie 17 listopada 2000 roku wraz z przeniesieniem giełdy do Centrum Giełdowego. System ten przejął notowania wszystkich papierów wartościowych. Można stwierdzić, że jest to kluczowe wydarzenie w rozwoju polskiego rynku kapitałowego, które swoim zasięgiem objęło wszystkich uczestników rynku – domy maklerskie, emitentów, inwestorów, instytucje rozliczające, nadzoru i kontroli.
Pierwotnie system działał na serwerach Tandem firmy Compaq o wysokiej odporności na awarie. Od czerwca 2007 system pracował na serwerach HP Integrity NonStop NS16000. Dzięki tej zmianie system mógł obsłużyć 180 zleceń na sekundę, zamiast 40, jak było wcześniej. Nowe serwery gwarantowały wyższą odporność na błędy zarówno sprzętowe, jak i związane z oprogramowaniem. Podobny sprzęt i oprogramowanie wykorzystują giełdy między innymi w Nowym Jorku, Toronto, Paryżu, Brukseli i Amsterdamie. Wejście do grona giełd korzystających z tego systemu oznacza standaryzację i możliwość przeprowadzania wielu wspólnych prac z giełdami w pełni rozwiniętymi.
Podstawowym elementem systemu WARSET był centralny system notujący. Jest to program komputerowy zainstalowany w głównym komputerze giełdowym. To właśnie ten program realizuje najważniejsze zadania, którymi są:
- przyjmowanie i weryfikacja zleceń z domów maklerskich,
- przekazywanie do domów maklerskich informacji o przyjęciu lub odrzuceniu zlecenia,
- dystrybuowanie informacji o złożonych zleceniach na zewnątrz systemu,
- kojarzenie zleceń w celu zawarcia transakcji,
- po zawarciu transakcji wysyłanie informacji do domów maklerskich i odbiorców zewnętrznych.

Warto wiedzieć, że przesyłanie i weryfikacja zleceń nie obciążają pozostałych elementów systemu. Zlecenia klientów są przekazywane do serwera zleceń, który znajduje się w każdym biurze maklerskim i stamtąd po weryfikacji ich poprawności są przesyłane do systemu giełdowego. Nie ulega wątpliwości, że usprawnia to znacznie system składania zleceń.
Wszystkie informacje dotyczące sytuacji na rynku giełdowym trafiają do Satelitarnego Systemu Dystrybucji Informacji Giełdowej (SSDIG). Za pośrednictwem SSDIG informacje docierają do wszystkich odbiorców jednocześnie. To właśnie z SSDIG korzystają bezpośrednio: Komisja Nadzoru Finansowego, Krajowy Depozyt Papierów Wartościowych, domy maklerskie oraz agencje informacyjne i dystrybutorzy informacji.

## Rodzaje zleceń

### Zlecenia z limitem ceny
Inwestor precyzyjnie określa cenę, po której chce kupić lub sprzedać dane papiery wartościowe. Dla transakcji kupna określa się najwyższą cenę, jaką inwestor jest skłonny zapłacić. Dla transakcji sprzedaży inwestor określa cenę minimalną sprzedaży.

### Zlecenia bez limitu ceny
- PCR – po cenie rynkowej – inwestor akceptuje bieżące ceny na rynku. Zlecenia są realizowane natychmiast po wprowadzeniu. Realizuje się je według najlepszej oferty po stronie przeciwnej
- PCRO – po cenie rynkowej na otwarcie – przyjmowane na giełdę w fazie przyjmowania zleceń na otwarcie i zamknięcie. Zlecenie realizowane po kursie otwarcia lub zamknięcia.
- PKC – po każdej cenie – istotą tego zlecenia jest jego realizacja a nie cena. Zlecenia są realizowane w pierwszej kolejności.

### Zlecenia z dodatkowymi warunkami wykonania
- Wmin – z minimalną wielkością aktywowania – inwestor określa minimalną wielkość, na którą zlecenie musi zostać wykonane.
- LimAkt – z limitem aktywacji – zlecenie jest niewidoczne w arkuszu zleceń aż do momentu osiągnięcia poziomu aktywacji. Po aktywacji zlecenie będzie realizowane według limitu realizacji zlecenia.
- WUJ – z warunkiem wielkości ujawnianej – w arkuszu zleceń ujawniana jest tylko część zlecenia. Wartość ujawnianą ustala inwestor.

### Zlecenia według kryterium terminowego
- ważne do końca sesji giełdowej
- ważne domyślnie (bezterminowo)
- ważne do konkretnej daty
- WiN – ważne do pierwszego wykonania – realizowane natychmiast po wprowadzeniu do arkusza. Część niezrealizowana od razu zostaje anulowana.
- WuA – wykonaj albo anuluj – musi być zrealizowane w całości, w przeciwnym wypadku jest usuwane z arkusza.

## Systemy notowań
Na Giełdzie Papierów Wartościowych w Warszawie występują dwa systemy notowań:
1. System kursu jednolitego (rzadziej stosowany)
2. System notowań ciągłych

Każdy instrument finansowy jest notowany tylko w jednym systemie. Decyzję odnośnie do systemu w którym jest notowany dany instrument podejmuje Zarząd Giełdy, przy czym podstawowym kryterium jest tutaj płynność obrotu.

### Notowania w systemie kursu jednolitego (fixing)
Opierają się na procedurze tzw. fixingu czyli wyznaczenia ceny papieru wartościowego na podstawie zleceń złożonych przed rozpoczęciem notowań.
Notowania w tym systemie składają się z czterech faz:
- Przed otwarciem – do systemu przyjmowane są zlecenia kupna i sprzedaży, jednak nie są zawierane żadne transakcje.
- Otwarcie
- Interwencja – modyfikacja wcześniej złożonych własnych zleceń w celu zwiększenia płynności danego papieru wartościowego i zmniejszenia istniejącej nierównowagi rynku.
- Fixing – system informatyczny, wykorzystując odpowiedni algorytm, wyznacza kurs jednolity, po którym zawierane są transakcje giełdowe.
- Dogrywka – składanie dodatkowych zleceń kupna i sprzedaży z limitem równym określonemu kursowi jednolitemu.

### Notowania w systemie ciągłym
System notowań ciągłych ma podstawowe znaczenie na giełdzie warszawskiej. W nim notowane są akcje najbardziej płynnych spółek, wszystkie obligacje, certyfikaty inwestycyjne, produkty ustrukturyzowane oraz wszystkie instrumenty pochodne. Ponadto, prawa poboru i prawa do akcji są notowane w sposób ciągły, jeżeli akcje do których się odnoszą są (lub mają być) notowane w tym systemie.
W czasie notowań ciągłych kupujący i sprzedający składają zlecenia, które po przekazaniu na giełdę są realizowane na bieżąco, pod warunkiem zgodności cen, lub trafiają do arkusza zleceń i oczekują ofert przeciwnych o odpowiedniej cenie, umożliwiających zawarcie transakcji. Przy realizacji zleceń obowiązują dwa priorytety: cena i czas złożenia zlecenia.
Notowania w systemie ciągłym składają się z pięciu faz:
- Przed otwarciem – przyjmowane są zlecenia, ale nie są one realizowane, określany jest natomiast teoretyczny kurs otwarcia.
- Otwarcie (fixing) – ostatni teoretyczny kurs otwarcia staje się faktycznym kursem otwarcia.
- Notowania ciągłe – kurs zmienia się na skutek realizacji zleceń
- Przed zamknięciem – na podstawie złożonych zleceń określa się kurs zamknięcia, po którym zawierane są transakcje na zamknięcie sesji giełdowej.
- Zamknięcie (fixing)
- Dogrywka